# Lovsko orožje
Lovsko orožje je orožje, ki ga uporabljajo lovci. To so razne puške risanice, šibrenice in kombinirane puške), sulice, loki, prače, noži, in kratkocevno orožje (polavtomatske pištole in revolverje).

## Lovske risanice
Risanice so primerne predvsem za lov parkljaste divjadi in za lov nekaterih vrst zveri (volk, ris, medved). Risanice imajo risane ali ožlebljene cevi. Z lovsko risanico lovsko pravično lovimo do največ 200 m strelne daljave, na goličavah in gorah in v rokah izkušenega strelca pa tudi nekaj čez. Pogoji za dober in zanesljiv strel na daleč so predvsem: dovolj natančna puška (merjeno s premerom raztrosnega kroga treh ali še bolje petih strelov na razdalji 100 m), kakovosten strelni daljnogled s primerno veliko povečavo oziroma povečevalnim območjem, poznavanje in upoštevanje balistične krivulje krogle (oziroma naboja), dovolj natančna ocena vpliva bočnega vetra na vodoravni zamik krogle, ki se z večanjem strelne razdalje povečuje, dober strelski položaj strelca (pravilen oslon oziroma prislon puške), predvsem pa strelčevo strelsko znanje in izkušnje. Za lov uporabljamo risanice mnogih vrst, poznamo: enocevne risanice - enostrelke, večcevne risanice in večstrelne risanice.

### Enocevne risanice-enostrelke
Enocevne risanice imajo lahko zaklep prelamače, bločni zaklep ali valjasti zaklep.

### Večcevne risanice
Od večcevnih risanic so v lovski rabi praktično največkrat le dvocevne risanice, s priveznjenima (ena poleg druge) ali pa naveznjenima (ena nad drugo)cevema, tri in štiri cevne so redke izjeme. Dvocevna risanica, še posebej, če je opremljena s samodejnima izmetačema (ejektorjema) tulcev izstreljenih nabojev, je primerna za pogone, npr. na divje prašiče. Običajno sta obe cevi istega kalibra, izvedba z naveznjenima cevema v dveh različnih kalibrih je primerna za lov na težjo divjad (močnejši kaliber) in za srnjad oziroma za lovopust (šibkejši kaliber).

### Repetirke
Repetirke so najbolj razširjene lovske enocevne risanice. Poleg znane repetirke s preizkušenim vojaškim valjastim zaklepom sistema Mauser 98, so v novejšem času razvili množico novih sistemov, predvsem v Evropi. Repetirka je zanesljivo, robustno in zelo natančno lovsko orožje.

### Polavtomatske risanice
Pri polavtomatskih lovskih risanicah je polnjenje nabojev iz nabojnika v nabojišče samodejno, na dva načina: ali s pomočjo tlaka dela preusmerjenih zgorelih smodniških plinov ali pa s pomočjo povratnega odsuna tulca na boja na čelo zaklepa. Pri tem se po strelu v delcu sekunde odpre zaklep,ki v nabojišče potisne nov naboj. Strelec je pri streljanju lahko povsem osredotočen na cilj. Naslednji strel sprožimo s ponovnim pritiskom na sprožilec. Polavtomatske lovske risanice so primerne predvsem za lov na pogonih. V primerjavi z dvocevnimi risanicami so praviloma bolj natančne, predvsem pa znatno cenejše.

## Šibrenice
Šibrenice so lovske puške z gladkimi cevmi (z gladko izvrtino). Iz njih streljamo šibrene naboje. Šibrenice so najbolj razširjeno lovsko orožje.

### Enocevne šibrenice
Poznamo enostrelne, repetirne in polavtomatske enocevne šibrenice.

#### Enostrelna šibrenica
Enostrelne šibrenice so največkrat prelamača petelinka ali brezpetelinka.

#### Repetirna šibrenica
V lovski rabi so predvsem tri vrste repetirnih šibrenic. Ene imajo valjasti zaklep, po navadi so opremljene s snemljivim škatlastim nabojnikom. Druge, predvsem v Ameriki mnogo uporabljane so repetirne šibrenice z drsnim repetirnim mehanizmom, ki jim popularno pravimo »pumparice  (angl. pump action), opremljene so s cevastim nabojnikom pod puškino cevjo, repetiramo pa jih s potegom oblesja naprej-nazaj, tretje pa so repetirne šibrenice z zankastim repetirnim vzvodom (angl. lever action). Repetirne šibrenice so robustne, zanesljive in natančne puške, ki jih je moč opremiti tudi s posebnimi gladkimi ali pa tudi z ožlebljenimi cevmi za streljanje masivnih izstrelkov (»brenekaric«), na šibrene cevi pa je moč priviti tudi nastavke za spremembo zadrge cevi.

#### Polavtomatska šibrenica
Polavtomatske šibrenice delujejo ali na principu povratnega sunka na glavo zaklepa (princip trzanja cevi) ali pa na principu odvoda dela smodniških plinov. Največ je v uporabi slednji princip. Polavtomatske šibrenice so natančne, njihov odsun je mehak, možno pa jih je opremiti z veliko izbiro šibrenih cevi, na katere je moč priviti nastavke za spremembo zadrge.

### Dvocevne šibrenice
Dvocevne šibrenice so lovske puške, ki so namenjene predvsem za lov male divjadi in za športno streljanje na glinaste golobe. Če sta cevi nameščeni ena poleg druge,ji pravimo dvocevka, če pa sta cevi ena vrh druge,ji pravimo bokarica. Za lovsko rabo so dvocevne šibrenice primerne predvsem zaradi tega, ker ima lahko vsaka cev različno zadrgo in ker lahko v vsako cev vstavimo naboj z različno debelino šiber ali pa naboj z izstrelkom za gladko cev.

### Kombinirane puške
Kombinirane puške v cevnem sklopu združujejo risane in šibrene cevi, so praviloma prelamače najraznovrstnejših sistemov. Kombinirana lovska puška predstavlja univerzalno rešitev za tistega lovca, ki si iz kakršnihkoli razlogov lahko privošči ali pa želi imeti eno samo lovsko puško. Konstrukcijsko so kombinirane puške bolj zapletene in občutljive ter zahtevajo primerno ravnanje in skrbno nego. Posebnost kombiniranih pušk s trdno spojenimi cevmi je tudi t. i. »plezanje zadetkov«, ki je posledica krivljenja cevnega sklopa zaradi strela iz ene cevi, ki se vzdolžno razteza, krivi v smeri hladne (hladnih) cevi, zaradi česar se spreminja lega zadetkov, kar je potrebno upoštevati pri hitri zaporedni oddaji več strelov.

### Dvocevne kombinirane puške (polrisanice)
Cevni snop najbolj preproste kombinirane puške sestavljata risana in šibrena cev. Če sta cevi druga ob drugi, pravimo tej puški polrisanica, če pa sta druga na drugo, praviloma je risana cev spodaj, pravimo tej puški bok polrisanica. Če dovolj natančno strelja tudi  izstrelek za gladko cev (brenekarico), lahko nadomesti dražjo dvocevno risanico. Proizvajalci lovskega orožje so v zadnjem obdobju razvili celo vrsto novih rešitev ravno na področju bok polrisanic, kot npr.: šibrena in risana cev sta »prosto vpeti«- torej ne več spojeni z lotnim spojem, običajne samonapenjalne klasične vžigalne mehanizme opremljene z bolj ali manj varnimi varovalkami so zamenjali varnostni vžigalni mehanizmi – z ročnim napenjanjem, zaradi česar niso več potrebne varovalke, pa tudi nevarna vzvratna (francoska) naprožila ne.

### Tricevne kombinirane puške
Najbolj običajna tricevna kombinirana puška je tricevka ki ima v cevnem snopu zgoraj dve šibreni, spodaj pa risano cev. Če je v eno od šibrenih cevi (po navadi v desno cev) vgrajena še vložna risana cev, lahko govorimo o resnično vsestransko uporabni lovski puški, ki je primerna za vse vrste lova. Za pogon na veliko divjad pa so razvili še posebno vrsto tricevke z dvema risanima cevema velikega kalibra (običajno sta to zgornji leva in desna cev) in s šibreno cevjo spodaj. V tem primeru gre pravzaprav za dvocevno risanico z dodano šibreno cevjo.  Sodobne vrste tricevk imajo lahko v cevnem snopu tudi drugačen razpored cevi.

### Kako izbrati lovsko puško
Prednost kombinirane lovske puške pred drugimi sistemi je njena univerzalnost, primerna je za vse vrste lova, predvsem za zalaz. Lovec lahko izbira med polrisanico (po navadi bok polrisanico) ali pa se odloči za tricevko. Enocevna risanica je primerna predvsem za lov na čakanje. Za lov na vse vrste parkljaste divjadi in zveri je primerna repetirka z valjastim zaklepom, za pogone pa polavtomatska risanica ali pa tudi repetirna risanica z drsnim repetirnim mehanizmom, za usmrtilni strel ranjene parkljaste divjadi pa je primerna kratka priročna repetirka z valjastim zaklepom. Za lov male divjadi se lahko lovec odloči za elegantno dvocevno šibrenico, polavtomatsko šibrenico ali za repetirno šibrenico z drsnim repetirnim mehanizmom.

## Kratko(cevno) orožje (pištolainrevolver)
Kratkocevno orožje (revolverje in polavtomatske pištole) uporabljamo za usmrtilni strel ranjene divjadi. V določenih primerih je za usmrtilni strel divjadi kratkocevno orožje ustreznejše od dolgocevnega, ker je zelo priročno, je z njim lažje ravnati in ga lahko v primernem toku v lovišču stalno nosimo s seboj. Tudi kadar moramo oddati usmrtilni strel  na divjad, ki ranjena leži na cesti ali na cestnem robu, je manj nevarno oddati strel z revolverjem ali polavtomatsko pištolo, kot pa z risanico.  Po mnenju mnogih izkušenih lovcev doma in v tujini sta revolverski naboj v kalibru ».38 Special« in pištolski naboj »9 mm Luger« (»dolga devetka«) minimalna kalibra za usmrtilni strel parkljaste divjadi, predvsem za divjad do velikosti srnjadi. V Sloveniji je za usmrtilni strel najmanjši dovoljeni kaliber .22 Winchester Magnum Rimfire (WMR).  Za usmrtilni strel težje divjadi pa so bolj primerni pištolski naboji kalibrov .40 Smith & Wesson in .45 ACP ter revolverski naboji .357 Magnum, .44 Magnum, .44 Special in .45 Long Colt. Pri obeh pištolskih kalibrih 9 mm Luger in .40 Smith & Wesson so se kot zelo učinkovite izkazale krogle t. i. semiwadcutter konstrukcije  s prisekanim vrhom in krogle z votlo konico. Pri počasnem pištolskem naboju kalibra .45 ACP za usmrtilni strel ustreza polno oplaščena 14,9 gramov (230 grain-ov) težka krogla. Uporaba svinčenih krogel pri pištolskem strelivu je vprašljiva, ker lahko pri delovanju polavtomatskih pištol pride do zastojev. V novejšem času so za polavtomatske pištole razvili močno devet milimetrsko strelivo kalibra .357 SIG, ki je po učinkovitosti primerljivo z revolverskim strelivom .357 Magnum. Pri revolverskih nabojih  z  oznako »magnum«, kar pomeni »veliko«, gre za posebno močne naboje z velikimi začetnimi hitrostmi krogel, so za usmrtilni strel primerne delno oplaščene krogle, ki se zaradi velike hitrosti ob udarcu na živalsko telo gobasto zmaličijo in tudi zagotavljajo dovolj velik globinski učinek (penetracijo). Zato za kaliber .357 Magnum priporočajo uporabo 158 grain-ov (10,2 grama) težko in za .44 Magnum z 240 grain-ov (15,6 gramov) težko delno oplaščeno kroglo s prisekanim vrhom.
Za lovsko rabo, ko je potrebno na ranjeno divjad oddati natančno merjen strel, so najprimernejše polavtomatske pištole in revolverji z dvojnim delovanjem, kratica DA, (angl. Double Action), kar pomeni, dvojno delovanje sprožilca; kladivce lahko za natančen strel napnemo ročno in sprožilec sprožimo z manjšo silo proženja ali pa sprožimo neposredno z močnim potegom sprožilca, vendar z bistveno višjo silo proženja.

## Merilne naprave na lovskem orožju in lovčevi optični pripomočki

### Odprte merilne naprave
Običajna merilna naprava na šibrenici je okrogla muha nameščena na šibiki na sprednjem koncu puškine cevi, na risanici (in kombiniranih puškah) pa kobilica (zadnji merek), ki je nameščena na začetku cevi, bliže očesu, in muha (sprednji merek), ki je nameščena na koncu puškine cevi. Pri merjenju preko kobilice in muhe je težava v tem, da človeško oko ne more hkrati izostriti vseh treh med seboj različno oddaljenih točk: kobilice, muhe in cilja. Odprte merilne naprave pri lovu uporabljamo pri pogonih na kratkih razdaljah in pri iskanju ranjene divjadi. Za lovsko rabo pridejo v poštev grobe odprte merilne naprave, z dovolj širokim izrezom kobilice in z dobro vidno »zlato ali srebrno« oziroma  plastično rdeče ali drugače obarvano svetlečo muho. Diopter,je ploščica z luknjico, nameščena blizu strelčevega očesa (namesto kobilice), omogoča natančno centriranje muhe v okrogli izrez in poravnavo muhe s ciljem in s tem, v ugodnih svetlobnih razmerah bolj natančen strel.

### Strelni daljnogled
Strelni daljnogled navidezno približa sliko opazovanih predmetov (cilja) in je za natančno in zanesljivo streljanje z risanico  nepogrešljiva lovčeva optična merilna naprava. Njegova prednost je tudi ta, da opazovalec hkrati ostro vidi nitni niti merilnega križa in cilj. Strelni daljnogled naj bi ustrezal naslednjim zahtevam:
- Nastavitev merilnega križa naj bo po višini in širini  natančna in ponovljiva.
- Območje možnega dioptrijskega  popravka na okularju strelnega daljnogleda (+, -) naj bo ustrezno široko.
- Slika v strelnem daljnogledu opazovanega predmeta (cilja) naj bo kontrastno bogata in briljantna.
- Mehanska izvedba mora biti zaradi močnih reakcijskih sil pri strelu trdna.
- Ohišje mora biti vodo in praho tesno.
- Ugodno, ne pa nujno je, če je merilni križ strelnega daljnogleda osvetljen.

### Pomembni podatki, ki jih potrebujemo za presojo uporabnosti in kakovosti strelnih daljnogledov
- Povečava (za strelne daljnoglede z nespremenljivo ali fiksno povečavo) oziroma območje povečave za strelne daljnoglede  s spremenljivo ali variabilno povečavo.
- Učinkovit premer objektiva strelnega daljnogleda (v mm), ki se pri daljnogledih s spremenljivo povečavo spreminja v odvisnosti od nastavljene povečave.
- Očesna razdalja (je razdalja med priočesno lečo okularja in očesno zenico opazovalca, strelca).
- Daljava na katero je strelni daljnogled naravnan brez paralakse.
- Naprave za nastavitev (premik) merilnega križa po višini in širini, vrednost enega klika je lahko podana v milimetrih ali cm na razdalji 100 m (za večino v Evropi proizvedenih strelnih daljnogledov) ali pa v ločnih minutah (angl. Minute Of Angle, skr. MOA, 1 MOA=2,91 cm/100m ali 1 MOA=1,05 in/100yds).
- Masa (teža) in osnovne izmere, predvsem je pomemben premer tubusa (osrednje cevi) strelnega daljnogleda. Običajni premeri tubusov strelnih daljnogledov so: 25,4 mm (1 cola), 30 mm in 34 mm.
- Način pritrditve (montaže) strelnega daljnogleda na puško, ali z ustreznima obročema, ki ju pritrdimo na tubus strelnega daljnogleda ali pa z različnimi izvedbami »tračnic«, na katere je možno montirati različne nastavke, ki s podstavki ali utori na puški tvorijo trdno celoto.

Evropski proizvajalci optičnih pripomočkov, kot sodilo uporabnosti daljnogledov v mraku  po DIN 58386 navajajo optično veličino zmogljivost v mraku (nem. Daemerungszahl, DZ), ki je podana s kvadratnim korenom zmnožka povečave in premera (v mm) daljnogleda. Za daljnogled 8 x 30 mm (osemkratne povečave, s 30 mm premerom objektiva) znaša torej DZ = 15,5, za daljnogled 8 x 56 mm pa je DZ = 34,7. To je eden od primerjalnih kriterijev za presojo primernosti uporabe daljnogleda za opazovanje (gledanje) v mraku. Višja je vrednost zmogljivosti v mraku, bolj primeren je daljnogled za opazovanje v mraku. Potrebno pa je poudariti, da učinkovitost opazovanja v mraku zavisi tudi od premera očesne zenice ali pupile (P) opazovalca in svetlobne prepustnosti (transmisije) optičnega pripomočka. Očesna zenica (očesna punčica, pupila) predstavlja očesno zaslonko, ki se lahko v odvisnosti od svetlobnih pogojev krči ali širi. V  mraku se očesna zenica mladega človeka lahko razširi do premera 7 mm, pri starejšem pa le od 5 mm do 6 mm in tudi manj. Pomemben podatek daljnogleda je tudi premer izhodne zenice (AP) v milimetrih. Izračunamo jo tako, da premer objektiva (v mm) delimo s povečavo. Za daljnogled 8 x 56 mm znaša premer izhodne zenice 56:8=7 mm. Torej lahko pri gledanju v mraku zmogljivost izkoristi le polno odprta očesna zenica mladega človeka. Po mnenju poznavalcev naj bi za učinkovito gledanje v mraku premer izhodne zenice daljnogleda (AP) ne bil manjši od 4 mm in zmogljivost v mraku (DZ) ne nižja od 20.

### Konstrukcijske rešitve  namestitve merilnega križa v strelnem daljnogledu
Poznamo dve osnovni konstrukcijski rešitvi namestitve merilnega križa v strelnem daljnogledu. Merilni križ je lahko nameščen ali v prvi slikovni ravnini (ravnini objektiva) ali pa v drugi slikovni ravnini (ravnini okularja). Posebnost strelnih daljnogledov, ki imajo merilni križ nameščen v prvi slikovni ravnini ali ravnini objektiva je, da se s spreminjanjem  povečave (velja za strelne daljnoglede s spremenljivo povečavo) spreminja tudi debelina niti merilnega križa, pri večji  povečavi so niti merilnega križa bolj »odebeljene«, vendar se razmik med koncema niti ne spreminja, kar lahko pri določenih izvedbah merilnih križev izkoristimo za (zelo) grobo ocenjevanje razdalj do cilja. Lovska prednost tovrstnih strelnih daljnogledov je v tem, da so niti merilnega križa pri večjih povečavah dovolj debele, tako da so dobro vidne tudi pri merjenju v mraku. Posebnost strelnih daljnogledov, ki imajo merilni križ nameščen v drugi slikovni ravnini ali ravnini okularja je, da se s spreminjanjem  povečave (velja za strelne daljnoglede s spremenljivo povečavo) ne spreminja debelina niti merilnega križa. Prednosti takšne konstrukcijske izvedbe cenijo predvsem tisti, ki streljajo na daleč (športni strelci), saj niti merilnega križa prekrivajo manj cilja. Za streljanje v slabših svetlobnih pogojih pa naj bi bili opremljeni z osvetljenim merilnim križem, fine niti merilnega križa v  nastopajočem mraku več ne vidimo dovolj razločno.

### Za katere namene so primerni strelni daljnogledi s stalno in kdaj s spremenljivo povečavo
Pred več desetletji so predstavljali strelni daljnogledi s stalno povečavo lovski standard. Strelni daljnogled s štirikratno stalno povečavo je danes že »zastarel« (predvsem zaradi težav pri streljanju v mraku), strelni daljnogled s šestkratno povečavo npr. 6 x 42 mm pa še vedno uporaben lovčev optični pripomoček. Za lov na zalaz ali pa za lov na čakanje, šestkratna povečava popolnoma zadošča, še posebej če ne nameravamo streljati na »zelo daleč«. Za lov na čakanje divjih prašičev na krmiščih, kalužah ali njivah pa so primerni strelni daljnogledi naslednjih stalnih povečav: 8x50 mm, 8x56 mm, 7x50 mm ali 7x56 mm. Za vse druge načine lova z risanico (za pogonski lov ali za lov v gorah) pa je priporočljiva raba strelnih daljnogledov s spremenljivo povečavo, njihova prednost je predvsem ta, da se lahko s spreminjanjem nastavitve povečave hipno prilagodimo razmeram na lovu. Pri nižji povečavi je vidno ali zorno polje večje (širše), kot pri višji. Zato lahko pri lovu na pogon z »univerzalno uporabnim« strelnim daljnogledom z menjalno povečavo 1,5-6 x 42 mm pri 1,5 - kratni povečavi hitreje in bolj varno pomerimo in ustrelimo na hitro premikajoči se cilj, pri 6-kratni nastavitvi povečave pa je primeren za streljanje na bolj oddaljen, mirujoč cilj.
Za pogonski lov so primerni strelni daljnogledi s spremenljivo povečavo, naslednjih povečevalnih območij: 1,1 - 4 x 24 mm, 1-6x24 mm, 1,5-5x20 mm in vsestransko uporabni 1,5 - 6 x 42 mm. Še bolje pa je, če so njihovi merilni križi  osvetljeni. V srednjeevropskem prostoru se je za lov na zalaz, na pogon in na čakanje uveljavil strelni daljnogled s spremenljivo povečavo s 50 mm premerom objektiva in z osvetljenim merilnim križem. Zvezno območje nastavitve povečave je običajno v razponu od 2,5 - kratne do 10 - kratne povečave. V visokogorju, stepah in savanah kjer lovimo praviloma podnevi, torej v dobrih svetlobnih pogojih je pogostokrat nujno oddati »strel na daleč«. Pri izbiri strelnega daljnogleda so v teh primerih odločilni naslednji izbirni kriteriji: kompaktnost in nizka teža (ne prevelik premer objektiva in ne prevelika dolžina) in ustrezno velika povečava za natančno merjenje in streljanje na daleč. Nekateri menijo, da za lov v visokogorju, npr. za lov na gamsa povsem ustrezajo naslednji strelni daljnogledi s spremenljivo povečavo: 3 - 9 x 36 mm, 3,5 - 18 x 44, 6 - 18 x 40 mm, 6,5 - 20 x 42 mm in 4,5  -14 x 40 mm. Vendar večina evropskih in izven evropskih proizvajalcev za te namene ponuja strelne daljnoglede s 50 mm premerom objektiva, in sicer: 3 - 12 x 50 mm, 4 - 16 x 50 mm, 5 - 30 x 50 mm, 6 - 24 x 50 mm, 6,5 - 20 x 50 mm, 8,5 - 25 x 50 mm idr. Zaželeno je, da imajo strelni daljnogledi za streljanje na daleč (na več stometrske razdalje) možnost brezparalaksne naravnave merilnega križa. Običajno so strelni daljnogledi tovarniško brezparalaksno naravnani na 100 m ali 150 m razdaljo. Ni nujno, da je za te namene strelni daljnogled opremljen z osvetljenim merilnim križem, merilni križ pa naj leži v drugi slikovni ravnini, kajti tanke niti prekrivajo manj cilja.

### Refleksne merilne naprave
Refleksne merilne naprave (imenovane tudi: odsevni namerilniki, kolimatorske merilne naprave, merilne naprave z rdečo piko, angl. Red dot) imajo namesto merilnega križa, ki je običajen pri strelnih daljnogledih, nameščeno »rdečo piko«, ki je lahko tudi zelene ali rumene barve. Praviloma refleksne merilne naprave predmetov navidezno ne povečujejo (imajo 1 - kratno povečavo). Konstrukcija tovrstnih merilnih naprav omogoča hitro in natančno merjenje na krajših strelnih razdaljah. Ciljamo z obema odprtima očesoma; na ta način je omogočeno globinsko gledanje in široko vidno polje. Uporaba je možna predvsem podnevi, v nastopajočem mraku pa tako dolgo, dokler je cilj še viden s prostim očesom.

## Montaže strelnih daljnogledov
Strelni daljnogled je na puško pritrjen z ustrezno montažo, ki mora biti trdna. Ugodno je, če je strelni daljnogled montiran na puško tako, da ga lahko po potrebi s puške snamemo. Poznamo več vrst montaž strelnih daljnogledov. Znana je klasična vtična ali »suhlska« montaža strelnega daljnogleda. Pri tej montaži daljnogled na puško nataknemo na ta način, da obe sprednji nožici, ki sta pritrjeni na daljnogled, zataknemo v odgovarjajoča utora na sprednjem montažnem podstavku, ki je pritrjen na puško, zadnji nožici daljnogleda pa potisnemo v odgovarjajoča utora zadnjega podstavka, dokler se ne zaskočita in sta trdno zapahnjena. Pri odmični ali zasučni montaži je mogoče sestavne dele izdelati tovarniško in tako odpade draga naknadna obrtniška dodelava. Prednost odmične montaže je tudi ta, da lahko strelni daljnogled na puško pritrdimo nizko nad osjo cevi, po potrebi pa lahko na isto osnovo montiramo več različnih strelnih daljnogledov ali pa refleksno merilno napravo. Pri potisni montaži je strelni daljnogled pritrjen na montažni podstavek ali na ločena podstavka, ki se z ustreznimi nastavki priležeta v prizmatična podstavka na puški, ki jih nato z vijaki ali pa z vzvodi trdno medsebojno spojimo. Mnogi izdelovalci lovskega orožja pa so razvili lastne, originalne  montaže strelnih daljnogledov (Blaser, Mauser 03, Sako Optilok idr.)